# Avortement en Azerbaïdjan
L'avortement en Azerbaïdjan est légal sur demande jusqu'à la 12e semaines de grossesse, et dans des circonstances spécifiques entre la 12e et 28e semaine,. La loi actuelle sur l'avortement en Azerbaïdjan est basée sur la loi sur l'avortement de l'Union soviétique de 1955 lorsque l'Azerbaïdjan est une république socialiste soviétique (en tant que République socialiste soviétique d'Azerbaïdjan), aucun changement n'est apporté après l'indépendance de l'Azerbaïdjan en 1991. Entre 1965 et 1987, le taux d'avortement est très élevé (entre 20 et 28 %). Après l'indépendance, le taux d'avortement diminue quasiment de moitié et se stabilise relativement après 2000 (entre 12 et 14%). En 2014, 13,8 % des grossesses en Azerbaïdjan se terminent par un avortement, une légère augmentation par rapport au plus bas historique enregistré en 2005 (12,1 %).

## Historique
Comme dans toute l'ex-URSS, l'Azerbaïdjan, connu avant 1992 sous le nom de république socialiste soviétique d'Azerbaïdjan, est soumis à la législation et à la réglementation sur l'avortement de l'ex-Union des républiques socialistes soviétiques. Aucune modification n'est apportée à la loi sur l'avortement après l'indépendance du pays.
Le décret soviétique du 27 juin 1936 interdit de pratiquer des avortements sauf en cas de danger pour la vie, de menace grave pour la santé ou d'existence d'une maladie grave pouvant être héritée des parents. L'avortement doit être pratiqué dans un hôpital ou une maternité. Les médecins qui pratiquent des avortements à risque (en) en dehors d'un hôpital ou en l'absence de l'une de ces indications sont passibles d'un à deux ans d'emprisonnement. Si l'avortement est pratiqué dans des conditions insalubres ou par une personne n'ayant reçu aucune formation médicale spéciale, la peine n'est pas inférieure à trois ans d'emprisonnement. Quiconque incite une femme à avorter est passible de deux ans d'emprisonnement. Une femme enceinte qui se fait avorter est passible d'un blâme et du paiement d'une amende pouvant aller jusqu'à 300 roubles en cas de récidive.
Par un édit du 23 novembre 1955, le gouvernement de l'URSS abroge l'interdiction générale de pratiquer des avortements contenue dans le décret de 1936. D'autres règlements, également publiés en 1955, précisent que les avortements peuvent être pratiqués librement pendant les douze premières semaines de grossesse, s'il n'existe aucune contre-indication, et après ce moment, lorsque la poursuite de la grossesse et l'accouchement porteraient préjudice à la mère. L'avortement doit être pratiqué dans un hôpital par un médecin et, à moins que la santé de la mère ne soit menacée, un paiement est exigé. Les personnes qui pratiquent un avortement illégalement sont passibles de sanctions pénales établies par des lois telles que le Code pénal soviétique. Par exemple, si l'avortement n'est pas pratiqué dans un hôpital, une peine pouvant aller jusqu'à un an d'emprisonnement peut être imposée, et s'il est pratiqué par une personne sans diplôme de médecine supérieure, une peine pouvant aller jusqu'à deux ans d'emprisonnement est possible. En cas de récidive, de décès ou de blessure grave de la femme enceinte, une peine plus lourde pouvant aller jusqu'à huit ans d'emprisonnement peut être prononcée. Une femme qui subit un avortement illégal n'est pas pénalisée.
Malgré la réglementation mise en place en 1955, le problème des avortements illégaux ne disparaît pas entièrement en URSS. Cette situation résulte en partie de l'attitude conflictuelle du gouvernement vis-à-vis de la contraception. Bien qu'il manifeste parfois son soutien à la contraception, il ne fait pas grand-chose pour rendre la contraception disponible et, en 1974, interdit l'utilisation généralisée des contraceptifs oraux. La situation est également due en partie à une approche pronataliste renouvelée de la procréation adoptée parfois par le gouvernement, qui considère défavorablement l'avortement. Le résultat est une dépendance à l'avortement comme principale méthode de planification familiale.
Préoccupé par le taux élevé d'avortements illégaux, le gouvernement publie en 1982 un décret autorisant les avortements pour raisons de santé jusqu'à la vingt-huitième semaine de grossesse. Le gouvernement continue à étendre les circonstances dans lesquelles les avortements légaux sont disponibles et, le 31 décembre 1987, il publie un autre décret définissant un large éventail d'indications non médicales pour les avortements pratiqués sur demande jusqu'à la vingt-huitième semaine de grossesse. Ce sont : le décès du mari pendant la grossesse, emprisonnement de la femme enceinte ou de son mari, privation des droits de maternité, multiparité (le nombre d'enfants dépasse cinq), divorce pendant la grossesse, grossesse à la suite d'un viol, et le handicap de l'enfant dans la famille. De plus, l'ordonnance prévoit qu'avec l'approbation d'une commission, un avortement peut être pratiqué pour tout autre motif.
Cette extension des motifs d'avortement après les douze premières semaines de grossesse, combinée à l'attitude ambivalente du gouvernement à l'égard de la contraception, entraîne une augmentation spectaculaire du nombre d'avortements officiellement déclarés. Parmi les autres facteurs entraînant une incidence élevée d'avortement, il y a notamment la pénurie de contraceptifs modernes de haute qualité et le recours à des méthodes traditionnelles moins fiables, une méconnaissance des couples en matière de contraception et des conséquences néfastes sur la santé des avortements fréquents, et l'absence de formation adéquate pour les médecins, les infirmières, les enseignants et autres spécialistes. En 1989, la disponibilité des préservatifs dans l'ensemble de l'URSS ne représente que 11% de la demande, 30 % pour les dispositifs intra-utérins; et 2% pour les pilules. Les données de l'enquête par sondage sur l'utilisation des contraceptifs en 1990 indiquent qu'en Azerbaïdjan, 6,5% des femmes âgées de 15 à 49 ans utilisent régulièrement la contraception, 10,1% utilisent parfois la contraception, 41,9% n'utilisent aucune méthode contraceptive et 35,3% ne connaissent rien à la contraception.